# Club Deportivo Chaco Petrolero
Il Club Deportivo Chaco Petrolero è una società calcistica boliviana di La Paz, fondata il 15 aprile 1936.

## Storia
In seguito alla sua fondazione prese parte al campionato del Dipartimento di La Paz. Nel 1955 ottenne il suo primo titolo; in tutto, a livello regionale, conta nove trofei. Grazie alla vittoria in Copa Simón Bolívar nel 1970 partecipò alla Coppa Libertadores 1971, debuttando in campo internazionale; nel 1972 disputò per la seconda e ultima volta il torneo. Esordì in massima serie nel 1982, campionato che lo vide piazzarsi 12º. La stagione seguente si qualificò per la prima volta alla seconda fase, terminando poi all'ultimo posto il girone A; lo stesso avvenne nel 1984. Nel 1986 retrocesse nel campionato regionale. Ritornò in massima serie nel 1991; nel 1993 fu nuovamente declassato, poiché terminò al penultimo posto l'apposito girone per la retrocessione. Nel 1996 andò a riaggiungersi alle 12 squadre di prima divisione. Uscì poi dal massimo livello nazionale in seguito al torneo del 1998.

## Palmarès

### Competizioni nazionali
- Campionato di La Paz: 9

1955, 1962, 1981, 1987, 1989, 1990, 1992, 1994, 1995
- Copa Simón Bolívar: 3

1970